# Ludwig Neundörfer
Ludwig Neundörfer (* 13. März 1901 in Mainz; † 25. September 1975 in Frankfurt am Main) war ein deutscher Soziologe, der dem Soziographischen Institut an der Universität Frankfurt von 1943 bis 1975 vorstand.

## Leben
Neundörfer kam aus der katholischen Jugendbewegung und war mit Romano Guardini und Walter Dirks befreundet. Er studierte Kunstgeschichte in Gießen und wurde 1923 zum Dr. phil. promoviert. Danach war er bis 1925 Assistent am Kunstwissenschaftlichen Seminar der Universität Gießen. 1925 übernahm er die Schriftleitung der kulturwissenschaftlichen Zeitschrift „Die Schildgenossen“, 1927 wurde er Leiter der Volkshochschule in Offenbach am Main. 1929 übernahm er im hessischen Kultusministerium die Betreuung der wachsenden Zahl arbeitsloser Jugendlicher. Dort wurde er 1933 entlassen. Von 1933 bis 1939 war er als Stadt- und Sozialplaner in Heidelberg tätig, 1939 wurde er stellvertretender Landesplaner beim Gauleiter im Gau Baden. Untersuchungen über die sozial-ökonomische Situation Jugendlicher, insbesondere arbeitsloser Jugendlicher, führten Neundörfer zur Soziographie. Im Januar 1940 übernahm er einen gemeinsamen Forschungsauftrag des Reichsnährstandes und der Reichsarbeitsgemeinschaft für Raumforschung (für die er seit 1940 arbeitete), aus dem 1943 das Soziographische Institut an der Universität Frankfurt am Main hervorgehen sollte. Neundörfer erhielt von der Stadt Frankfurt schon 1940 Räumlichkeiten zur Verfügung gestellt und leitete die soziographischen Arbeiten. Nach dem Portal GEPRIS historisch 1920–1945 bewilligte die Deutsche Forschungsgemeinschaft allein in den Jahren 1943/44 Neundörfer bzw. dem Soziographischen Institut 8 Sachbeihilfen. Inhaltlich betrafen die damit finanzierten Untersuchungen hauptsächlich „ländliche Daseinsformen“, ländliche „Neuordnung“ und Fragen der Umsiedlung in Lothringen, Baden und „dem neuen Ostgebiet“. Eine wichtige Vermittlerrolle zwischen soziographischer Forschung und der Siedlungsplanung des Reichsnährstandes nahm der Agrarplaner Friedrich Kann ein.
Nach dem Zweiten Weltkrieg übernahm das von Neundörfer geleitete Institut immer mehr Aufgaben im Bereich der Sozialfürsorge und der Sozialpolitik. 1951 wurde ein Plan zur Eingliederung der Flüchtlinge erarbeitet. Ludwig Neundörfer war am Schlüchtern-Plan beteiligt. Mitte der fünfziger Jahre wurde Neundörfer als einziger Deutscher in eine vom Europarat gebildete internationale Studiengruppe berufen. Ein wichtiges Ergebnis dieser Forschung ist der vom Institut erstellte „Atlas sozialökonomischer Regionen Europas“, der in drei Sprachen erschien. 1949 wurde er Professor für Soziologie am Pädagogischen Institut Jugenheim (bis zur Überführung 1961), ab 1961 war Neundörfer Ordinarius für Soziologie der Erziehung und Präsident der Hochschule für Erziehung Frankfurt am Main bis zur Überführung in die Universität 1966/67.
Er wurde einer der wichtigsten wissenschaftlichen Berater für die Sozialpolitik in der Ära Adenauer und unter Ludwig Erhard. So erstellte er 1955 zusammen mit Hans Achinger, Joseph Höffner und Hans Muthesius in Adenauers Auftrag das Professorengutachten („Rothenfelser Denkschrift“) zur Sozialreform, dessen wichtigster Bestandteil die Rentenreform war. 1964/65 erarbeitete er mit Hans Achinger, Walter Bogs, Helmut Meinhold und Wilfrid Schreiber die „Sozialenquête“. Für den Bundeswohnungsminister Paul Lücke erstellte er mit Werner Ernst, Joseph Höffner, Arnulf Klett und Ernst Meyer Vorschläge zur Lösung der Bodenbewertungsfrage und das Gutachten „Vorschläge zur Ordnung des Baulandmarktes“ (1958).
Seit 1960 war Neundörfer Mitglied des Hauptausschusses des Deutschen Vereins für öffentliche und private Fürsorge, ferner war er Mitglied der Hamburger Akademie für Bevölkerungswissenschaft und Vorsitzender des Wissenschaftlichen Beirats des Katholischen Instituts für Sozialforschung in Königstein/Taunus.
Ludwig Neundörfer war der jüngere Bruder des Priesters und Caritasdirektors Karl Neundörfer.

## Werke (Auswahl)
- Volksbildung durch Rundfunk. In: Freie Volksbildung. 6. Jg. (1921), S. 77–89.
- (gemeinsam mit Heinrich Bachmann, Hrsg.): Der neue Anfang. Vierter deutscher Quickborntag. Rothenfels 1922.
- Wie wohnen? [Ausstellung für neuzeitliche Wohnungseinrichtung]. Hrsg. im Auftrag des Rhein-Mainischen Verbandes für Volksbildung, Frankfurt a. M., Königstein im Taunus 1929.
- So wollen wir wohnen, Stuttgart 1931.
- Wirtschaftlicher und sozialer Strukturwandel im Vorraum der Großstädte. In: Soziale Praxis. Zentralblatt für Sozialpolitik und Wohlfahrtspflege. 42. Jg., (1933), H. 32, Sp. 945–949 u. H. 33, Sp. 976–979.
- Existenzsicherung überzähliger Industriearbeiter. In: Soziale Praxis. 42. Jg. (1933), Heft 20, Sp. 612–618.
- Stadtbauern! Neuordnung einer Stadt I. In: Siedlung und Wirtschaft. 16. Jg. (1934), S. 371–378.
- Vorortsplanung. Neuordnung einer Stadt II. In: Siedlung und Wirtschaft. 16. Jg. (1934), S. 458–464.
- Stadterweiterung und Stadtplanung. In: Reichsplanung. 1. Jg. (1935), Heft 4, S. 104–108.
- Heidelberg. Umbau einer Stadt. Berlin 1936 (=Sonderheft des Reichsheimstättenamtes der NSDAP und der DAF).
- Wirtschaftsplanung der Stadt Heidelberg. In: Siedlung und Wirtschaft. 20. Jg. (1938), S. 75–80.
- „Bestandsaufnahme“ und „Wunschbild“ als Hilfsmittel der West-Ost-Umsiedlung. In: Neues Bauerntum. 32. Jg. (1940), Heft 2, S. 61–66.
- Die Bestandsaufnahme des deutschen Landvolks. Eine soziographische Darstellung im Dienste der Raumordnung. In: Raumforschung und Raumordnung. 4. Jg. (1940), Heft 7/8 S. 305–310.
- Ostmobilisierung deutschen Bauerntums. Vorbereitende Erhebungen und Entscheidungen in den Realteilungsgebieten. In: Neues Bauerntum. 32. Jg. (1940), Heft 4/5, S. 138–140.
- Die Aufgabe der Ortsbeschreibung in der Planung. In: Raumforschung und Raumordnung. 6. Jg. (1942), Heft 2/3, S. 51–63.
- Reichsplanung vom örtlichen Lebensbereich gesehen. In: Neues Bauerntum, 34. Jg., S. 317.
- Unser Schicksal. Frankfurt/M.: Knecht 1948.
- Der Schlüchternplan. Ein praktischer Beitrag zur Flüchtlingsfrage. In: Soziale Welt. 1949, H. 1, S. 68–78.
- Die Geschichte vom Schlüchtern-Plan. Ein Bericht über ein soziales Experiment. In: Ludwig Neundörfer und Hermann Michler (Hrsg.): Die Geschichte vom Schlüchtern-Plan. Frankfurt/M. 1950.
- Die Auswirkung der Flüchtlingsfrage auf die westdeutsche Sozialstruktur. In: Institut für Raumforschung (Hrsg.): Das deutsche Flüchtlingsproblem. Sonderheft der Zeitschrift für Raumforschung. (Institut für Raumforschung, Bad Godesberg). Bielefeld: Eilers 1950, S. 29–33.
- Das soziographische Erhebungsverfahren. In: Institut zur Förderung öffentlicher Angelegenheiten e. V. (Hrsg.): Empirische Sozialforschung. Meinungs- und Marktforschung, Methoden und Probleme. Frankfurt/M.: Metzner 1952.
- (gemeinsam mit Hans Achinger / Joseph Höffner / Hans Muthesius): Neuordnung der sozialen Leistungen. Denkschrift auf Anregung des Bundeskanzlers. Köln: Greven 1955.
- (gemeinsam mit Hans Achinger / Walter Bogs / Helmut Meinhold / Wilfrid Schreiber): Soziale Sicherung in der Bundesrepublik Deutschland: Bericht der Sozialenquete-Kommission: Stuttgart u. a.: Kohlhammer 1966.
- Die soziale und wirtschaftliche Auswirkung des Flüchtlingsgesetzes. Frankfurt a. M. 1952.
- Die Stärkung der Familie durch Neuordnung der sozialen Hilfe im Rahmen der Fürsorge, Versicherung, Versorgung: In: Nachrichtendienst. 1954, S. 66–73.
- Die Sozialreform. Gelöste und ungelöste Probleme. Freiburg i.Br.: Herder 1957.
- Vorschläge zur Ordnung des Baulandmarktes. Gutachten von W[erner] Ernst, J[oseph] Höffner, A[rnulf] Klett, E[rnst] W[ilhelm] Meyer und L[udwig] Neundörfer (Schriftenreihe des Bundesministers für Wohnungsbau 12), Bonn 1958.
- Hinterhöfe im Hause Europa. Leer 1961.
- Die Angestellten. Neuer Versuch einer Standortbestimmung. Stuttgart 1961.
- Atlas sozialökonomischer Regionen Europas. Frankfurt/M.: Soziographisches Institut an der Johann Wolfgang Goethe-Universität Frankfurt am Main 1961 ff.
- Romano Guardini. Zum 80. Geburtstag. In: Burgbrief. 1965/1, S. 1–4.
- Die Stellung des Lehrers in der gegenwärtigen Gesellschaft. Frankfurt a. M. 1965.
- Das neue Verständnis von Familie und Haushalt in der gegenwärtigen Gesellschaft. In: Wissenschaft – Ethos – Politik im Dienste gesellschaftlicher Ordnung. Festschrift zum 60. Geburtstag von Professor Dr. theol. Dr. phil. Dr. sc. pol. Joseph Höffner. Münster 1966, S. 151–160.